# 加賀市文化会館
加賀市文化会館（かがしぶんかかいかん）は、石川県加賀市山代温泉にある加賀市立のコンサートホール。設計は、モダニズム建築界を代表する建築家・富家宏泰による。

## 交通
- 加賀温泉駅よりタクシーで約10分